# Ernest Faltz

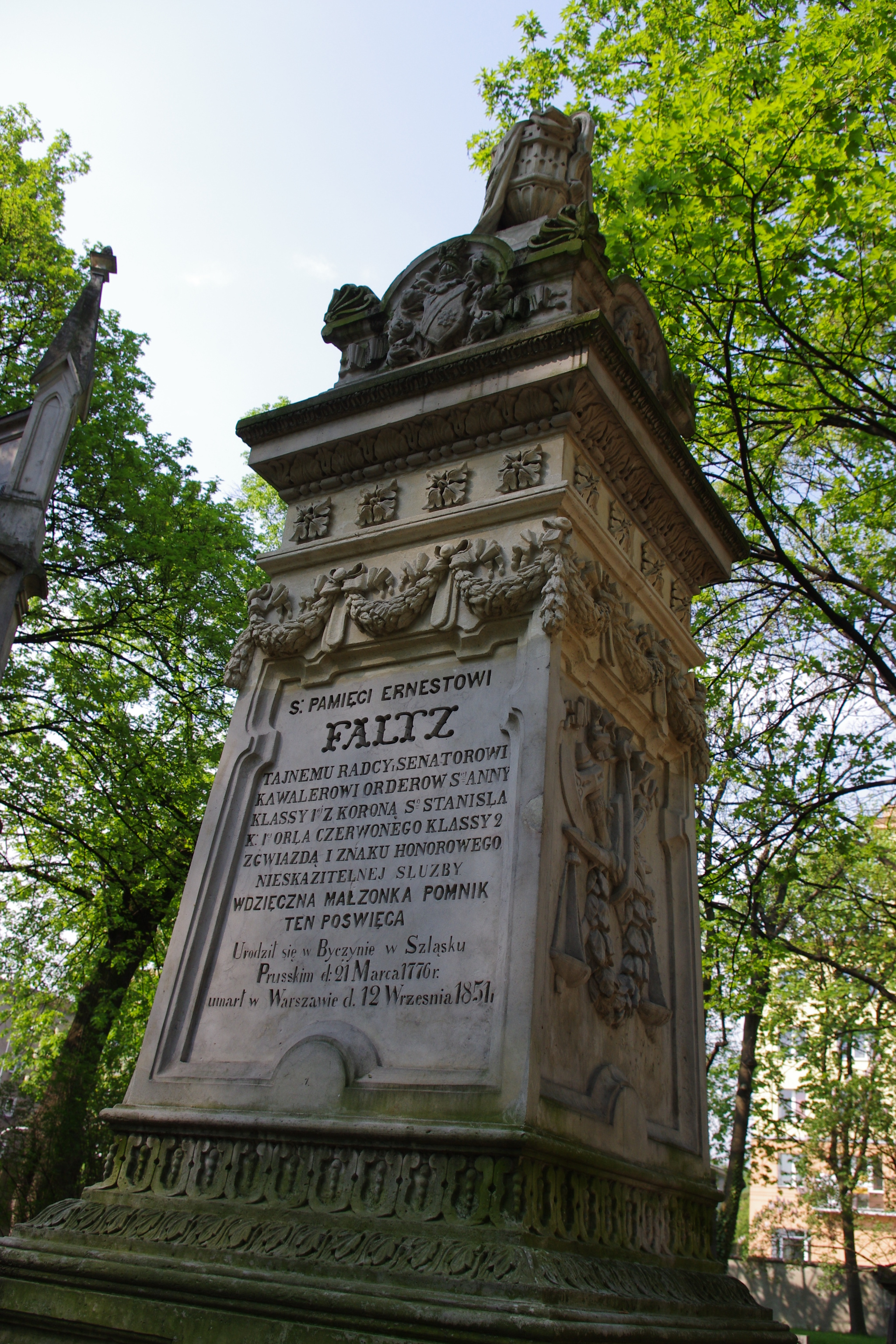
Grób Ernesta Faltza na cmentarzu ewangelicko-reformowanym w Warszawie

Ernest Faltz (ur. 21 marca 1776 w Byczynie zm. 12 września 1855 w Warszawie) – urzędnik, senator, Członek Rady Stanu Królestwa Polskiego i Zebrania Ogólnego Warszawskich Departamentów Rządzącego Senatu.
Służbę publiczną rozpoczął w sądownictwie pruskim w 1797. Kontynuował ją w Księstwie Warszawskim i Królestwie Kongresowym. W 1820 został deputowanym na Sejm z cyrkułu Kalisza. Wybierany do Sejmów 1825 i 1830 roku. Po wybuchu powstania listopadowego wyjechał za granicę. 20 czerwca 1831 skreślony ze składu sejmowego. Od 1828 był radcą Konsystorza Wyznań Ewangelickich, w 1832 został jego prezesem z ramienia wyznania ewangelicko-reformowanego. W 1833 mianowany członkiem Rady Stanu. W 1841 został członkiem warszawskich departamentów Senatu Rządzącego, w 1843 został prezesem IX departamentu. 
W latach 1850–1851 był Prezesem Komisji Przygotowawczej przy Ogólnym Zebraniu WDRS.
Odznaczony Orderem Świętej Anny 1 klasy z koroną, Orderem Świętego Stanisława 1 klasy, Orderem Orła Czerwonego 2 klasy z Gwiazdą oraz Znakiem Honorowym Nieskazitelnej Służby. Gdy obchodził jubileusz 50-lecia służby, został obdarowany przez cara Mikołaja kosztowną tabakierą ozdobioną cyfrą J.C.K. Mości i brylantami.
Pochowany na cmentarzu ewangelicko-reformowanym w Warszawie (kwatera E-2-1).